# Ludwig von Niederlothringen
Ludwig von Niederlothringen, auch Hludovicus von Niederlothringen (* wohl deutlich vor 989; † um 1023) aus der Familie der Karolinger war der Sohn von Herzog Karl von Niederlothringen und dessen Ehefrau Adelheid (Adelais).

## Leben
Als sein Vater, der mit Hugo Capet um die französische Krone gekämpft hatte, 991 dessen Gefangener wurde, überließ der siegreiche Kapetinger Ludwig dem Bischof Adalbero von Laon. Im Frühjahr 993 plante Graf Odo I. von Blois, der von Hugo Capet enttäuscht war, weil dieser ihm den Titel eines „Herzogs der Franken“ verweigerte, gemeinsam mit Bischof Adalbero, den König und dessen Sohn Robert der Fromme bei einem geplanten Treffen mit Kaiser Otto III. in Metz entführen zu lassen und Hugo auf dem Thron durch Ludwig zu ersetzen – Odo wäre Herzog der Franken geworden und Adalbero Erzbischof von Reims. Hugo und Robert wurden gewarnt und es gelang ihnen, den Anschlag zu vereiteln – Hugo ließ sich Ludwig übergeben und sperrte ihn in Orléans ein.
Karl Ferdinand Werner zeigte, dass der in Lothringen begüterte „Graf Ludwig“, der um 1023 im Kloster Saint-Pierre-le-Vif starb, der gleiche ist, der am Hof der Herzogs von Aquitanien auftrat und in einem Dokument der Abtei Bourgueil aus der Zeit vor 1012 als „Ludwig, Sohn des Königs Karl“ bezeichnet wird. Auf seinem Epitaph in Sens wird mitgeteilt, dass er auf der Rückreise vom Mont Saint-Michel ins Heilige Römische Reich im Kloster Saint-Pierre-le-Vif an einer Krankheit starb, nachdem er auf dem Sterbebett („in extremis“) Mönch geworden sei und dem Kloster den (nicht lokalisierten) Hof „Ariscurt“ und sein „Pallium“ vermacht habe.